# Sanbiao (sockenhuvudort i Kina, Jiangxi Sheng, lat 25,04, long 115,59)
Sanbiao (kinesiska: 三标) är en sockenhuvudort i Kina. Den ligger i provinsen Jiangxi, i den sydöstra delen av landet, omkring 410 kilometer söder om provinshuvudstaden Nanchang. Antalet invånare är 12 241. Befolkningen består av 5 978 kvinnor och 6 263 män. Barn under 15 år utgör 21,0 %, vuxna 15-64 år 70 %, och äldre över 65 år 8,0 %.
Runt Sanbiao är det ganska tätbefolkat, med 120 invånare per kvadratkilometer. Närmaste större samhälle är Wenfeng, 9,6 km sydost om Sanbiao. I omgivningarna runt Sanbiao växer huvudsakligen savannskog.
Genomsnittlig årsnederbörd är 1 982 millimeter. Den regnigaste månaden är maj, med i genomsnitt 404 mm nederbörd, och den torraste är oktober, med 20 mm nederbörd.